# 구스타보 두다멜

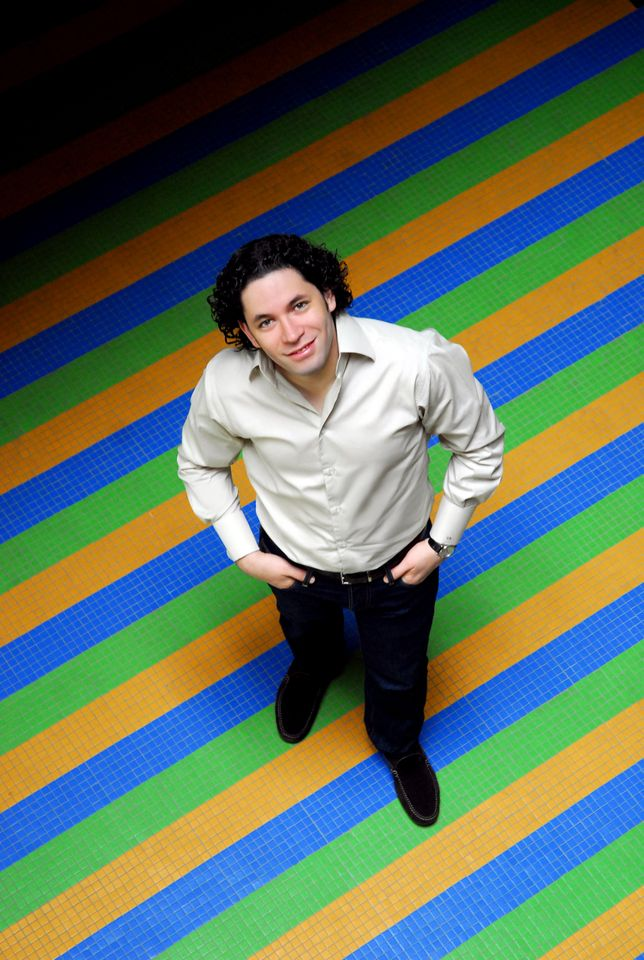

구스타보 아돌포 두다멜 라미레스(Gustavo Adolfo Dudamel Ramírez, 1981년 1월 26일 - )는 베네수엘라의 지휘자이다.

## 약력
베네수엘라 서북부에 있는 라라 주의 주도인 바르키시메토에서 태어났으며, 10세 때 베네수엘라의 전국적인 음악 교육 계획인 엘 시스테마의 수혜자가 되어 바이올린 교습을 받기 시작했다. 하신토 라라 음악원에 진학해 호세 루이스 히메네스 등에게 계속 배웠으며, 작곡 등 다른 분야도 수강하기 시작했다. 1995년부터는 로돌포 사글림베니와 엘 시스테마 창시자인 호세 안토니오 아브레우 등에게 집중적으로 지휘를 배웠으며, 고향의 실내 관현악단과 지방 청소년 관현악단의 부지휘자 등을 거쳐 1999년에 불과 18세의 나이로 베네수엘라 시몬 볼리바르 청소년 관현악단의 음악 감독이 되었다.
2004년에는 밤베르크 교향악단에서 주최하는 구스타프 말러 국제 지휘 콩쿨에 참가해 우승했으며, 클라우디오 아바도와 사이먼 래틀 등의 후원과 엘 시스테마의 세계적인 주목 등으로 급속도로 명성을 얻기 시작했다. 이듬해에는 필하모니아 오케스트라와 이스라엘 필하모닉 오케스트라, 로스앤젤레스 필하모닉 등을 처음 지휘했으며, 독일의 세계적인 클래식 음반사인 도이체 그라모폰과 전속 계약을 체결했다. 이어 버밍엄 시립 교향악단과 드레스덴 국립 관현악단, 예테보리 교향악단 등을 객원 지휘했고, 밀라노의 라 스칼라 오페라에서 모차르트의 '돈 조반니'를 지휘해 오페라 영역에도 진출했다.
2007년에는 루체른 국제 음악제에서 빈 필하모닉 오케스트라와 첫 공연을 가졌으며, 외국에서 첫 본격적인 직책으로 예테보리 교향악단의 수석 지휘자를 맡아 2009년 재임하였다. 시몬 볼리바르 청소년 관현악단과도 BBC 프롬스와 루체른 국제 음악제, 본 베토벤 음악제 등에서 공연해 절찬을 받았으며, 데뷰 음반인 베토벤의 교향곡 5번과 7번을 위시한 대부분의 CD와 DVD도 해당 악단과 제작하고 있다. 2009년 9월부터는 에사페카 살로넨의 후임으로 로스앤젤레스 필하모닉의 음악 감독으로 취임했다.
라틴아메리카 태생의 젊은 지휘자답게 빠른 템포와 활력, 열정을 잘 살린 연주를 끌어내는 것으로 명성이 높으며, 다루는 레퍼토리도 모차르트에서 번스타인까지 꽤 넓은 편은 편이다.

## 에피소드
두다멜은 2008년 12월 시몬 볼리바르 청소년 관현악단과 함께 첫 내한 공연을 가졌는데, 리허설 중 엘 시스테마에 참가해 지휘법 강사로 자신을 가르쳤던 곽승과 해후해 화제가 되었다. 이후 본 공연에서도 앵콜곡 연주가 끝난 뒤, 자신이 입고 있던 베네수엘라 국기 문양의 점퍼를 객석에서 관람하고 있던 곽승에게 입혀주기도 했다.

## 출연 작품
- 트롤: 월드 투어 - 트롤차르트 역 (목소리)